# Google筆記本
Google筆記本（英語：Google Notebook）是Google公司提供的一項服務与软件，讓使用者方便地儲存及整理從網路上收集的資料，並且利用其共享功能讓使用者將自己的筆記公開給其他人瀏覽。
本服務在2006年5月10日公開發表，並於同年的5月15日正式開放使用。除网页版外，还提供用于 Internet Explorer 6 和 Mozilla Firefox 1.5+ 的扩展支持。
目前，Google筆記本已经停止服務，用戶可以將數據轉移到Google文件中。

## 主要功能
- 剪辑有用的信息：

你可以添加从网上摘录的文本剪辑，图片，链接到你的Google Notebook，而不用离开你的窗口浏览器。
- 随时重组你的笔记；

你可以创建多样的笔记，把它们分割成段，或是通过拖放来重组你的笔记。
- 获取世界各地的信息；

你可以接受来自其它任何使用Google帐户的电脑的信息。
- 公开你的笔记：

你可以通过公开你的笔记与世界上的其他人分享你的笔记。

## 停止开发
2009年1月14日，Google公司宣布停止这一产品的开发，原有用户将继续得到服务，但新功能和新用户将无缘Google笔记本。当时，Google笔记本功能也已集成到已经发布（2008年11月14日/Internet Explorer）和即将发布（2009年3月24日/Mozilla Firefox）的Google工具栏5.0版。但消息传出后，Google工具栏团队即仓促地取消了这一按钮。

## 外部連結
- Google Notebook（页面存档备份，存于）（英文）
  - Google （页面存档备份，存于）（简体中文）
  - Google Notebook（页面存档备份，存于）（繁體中文）